# Кочиш, Мате
Мате Шандор Кочиш (венг. Kocsis Máté Sándor; род. 6 мая 1981)  —  венгерский юрист, спортивный функционер и политик, занимавший пост мэра Йожефвароша (8-й район Будапешта) с 2009 по 2018 год.   Он также представляет Йожефварош  (XI Будапештский избирательный округ, затем VI) в Национальном собрании Венгрии с 2010 по 2014 год и с 2018 года. Он является нынешним заместителем лидера парламентской группы Фидес (член партии с 2006 года, ранее короткое время состоял в ультраправой Венгерской партии справедливости и жизни). С 2015 года по 2023 год Кочиш являлся президентом Венгерской федерации гандбола.
В 1999 году он окончил кальвинистскую среднюю гимназию на улице Лоньяй. В 2004 году Кочиш получил степень доктора юридических наук в учебном заведении Католический университет Петера Пазманя. В период с 2004 по 2006 год он участвовал в совместной аспирантуре Политической школы Сазадвег (Századvég) и будапештского Университет Корвина в качестве политического эксперта.
В мае 2015 года либеральный политик и ЛГБТ-активистка Клара Унгар заявила, что Кочиш, как и Йожеф Сайер, является гомосексуалом.  Кочиш парировал её комментарий, заявив: «Я не гей», и подал в суд на Унгар. Хотя он выиграл судебный процесс в первой инстанции, но проиграл во второй, поскольку суд заявил, что Кочиш не доказал, почему стоит считать это заявление Клары Унгар  оскорбительным.